# Музей современного искусства (Буэнос-Айрес)
Музей современного искусства Буэнос-Айреса (исп. Museo de Arte Moderno de Buenos Aires) — музей в Буэнос-Айресе, в котором представлены произведения современного искусства.

## История

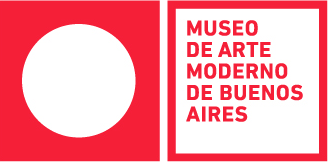
Логотип музея

Музей был открыт 11 апреля 1956 года по инициативе скульптора и дипломата Пабло Курателла Манеса и искусствоведа Рафаэля Скирру (первый директор музея). Первоначально находился в столичной галерее Виткомба, впоследствии переехал в Культурный центр генерала Сен-Мартина, а в 1986 году был перемещен в нынешнее здание в районе Сен-Тельмо. Коллекция музея насчитывает более 6000 работ, среди которых произведения Джозефа Альберса, Антонио Берни, Ракеля Форнера, Ромуло Массио, Марсело Помбо, Марты Минухин, Эмилио Петторути, Хул Солара и Василия Кандинского.
После пятилетней реконструкции и инвестиций в размере 15000000 долларов музей вновь был открыт для посетителей 23 декабря 2010 года.

## Коллекция музея
В музее представлено аргентинское искусство с 1920-х годов до настоящего времени, в общей сложности 6000 работ. Среди наиболее важных сокровищ музея — коллекции фотографий Аргентины, аргентинского промышленного дизайна и графического дизайна и работы последних художественных направлений, которые обобщают последние два десятилетия. Кроме того в музее хранятся рисунки и гравюры.